# Bouwdorp
Bouwdorp is een Nederlandse telefilm uit 2014 van Margien Rogaar.

## Verhaal
Ziggy en Bas zijn al jaren beste vrienden en ook al jaren bouwen ze samen aan de hoogste toren in een huttenbouwdorp. Dit jaar is de laatste mogelijkheid voor de twee om nog een keer de titel te winnen. Na dit jaar gaan ze naar het voortgezet onderwijs. Bas heeft moeite met die overgang omdat Ziggy naar het gymnasium gaat en hijzelf naar het vmbo. Dit speelt ook door tijdens bouwdorp. Bas wil niet samenwerken met Ziggy en laat zich er door Edo toe overhalen lid te worden van zijn bouwploeg. Ziggy probeert ook lid te worden en moet een ontgroening doorgaan. Dan blijkt dat Edo nooit van plan is geweest Ziggy toe te laten. Bas vindt zijn nieuwe vrienden beter dan zijn oude en blijft lid van het team van Edo. Ziggy besluit om dan maar samen te gaan werken met zijn broertje. Hiermee komen eeuwige vrienden Bas en Ziggy definitief tegenover elkaar te staan. Wanneer Ziggy planken gebruikt die hij en Bas samen verzameld hadden voor het begin van bouwdorp, is het oorlog tussen de twee vrienden. Deze oorlog wordt echter niet uitgevochten middels het simpel bouwen, maar met hardere maatregelen zoals ontvoering en zelfs een nachtelijk gevecht in het bos met boobytraps, waarbij een onverwacht slachtoffer volgt.

## Rolverdeling
| Acteur              | Personage | Opmerking |
| ------------------- | --------- | --------- |
| Kees Nieuwerf       | Ziggy     | Hoofdrol  |
| Julian Ras          | Bas       | Hoofdrol  |
| Bart Reuten         | Flin      | Hoofdrol  |
| Nijs Vermin         | Ronnie    |           |
| Yuri van Dam        | Aaron     |           |
| Tijn Ras            | Mats      |           |
| Moos van der Meulen | Jeffrey   |           |
| Noah de Nooij       | Leon      |           |
| Stefan Perrier      | Edo       |           |
| Amy Kitchiner       | Elena     |           |
| Joep van der Geest  | DJ Coyoty |           |
| Jeroen de Man       | Stijn     |           |
| Mara van Vlijmen    | Lotta     |           |
| Roeland Fernhout    | Maarten   |           |
| Maria Kraakman      | Inez      |           |
| Iwan Walhain        | Paul      |           |
| Carola Arons        | Hesther   |           |
| Bert Luppes         | Leraar    |           |